# Грубине
Грубине су насељено место у саставу општине Подбабље, Сплитско-далматинска жупанија, Република Хрватска.

## Историја
До територијалне реорганизације у Хрватској налазиле су се у саставу старе општине Имотски.

## Становништво
На попису становништва 2011. године, Грубине су имале 1.010 становника.
| Број становника по пописима | Број становника по пописима | Број становника по пописима | Број становника по пописима | Број становника по пописима | Број становника по пописима | Број становника по пописима | Број становника по пописима | Број становника по пописима | Број становника по пописима | Број становника по пописима | Број становника по пописима | Број становника по пописима | Број становника по пописима | Број становника по пописима | Број становника по пописима |
| --------------------------- | --------------------------- | --------------------------- | --------------------------- | --------------------------- | --------------------------- | --------------------------- | --------------------------- | --------------------------- | --------------------------- | --------------------------- | --------------------------- | --------------------------- | --------------------------- | --------------------------- | --------------------------- |
| 1857                        | 1869                        | 1880                        | 1890                        | 1900                        | 1910                        | 1921                        | 1931                        | 1948                        | 1953                        | 1961                        | 1971                        | 1981                        | 1991                        | 2001                        | 2011                        |
| 0                           | 0                           | 0                           | 0                           | 0                           | 0                           | 0                           | 647                         | 779                         | 857                         | 922                         | 1.007                       | 988                         | 1.143                       | 1.007                       | 1.010                       |

Напомена: Од 1857. до 1921. подаци су садржани у насељу Подбабље Горње.

### Попис1991.
На попису становништва 1991. године, насељено место Грубине је имало 1.143 становника, следећег националног састава:
| Попис 1991.‍   | Попис 1991.‍ | Попис 1991.‍ | Попис 1991.‍ | Попис 1991.‍ |
| ------------- | ----------- | ----------- | ----------- | ----------- |
|               |             |             |             |             |
| Хрвати        | Хрвати      |             | 1.126       | 98,51%      |
| Срби          | Срби        |             | 1           | 0,08%       |
| непознато     | непознато   |             | 16          | 1,39%       |
| укупно: 1.143 |             |             |             |             |